# Hoplias macrophthalmus
Hoplias macrophtalmus, conosciuto anche come traira gigante, è un pesce predatore d'acqua dolce del Sud America della famiglia dei Erythrinidae.

## Descrizione
Il Traira gigante può arrivare fino a 1 metro di lunghezza e pesare fino a 2 kg.
Ha un corpo solido e massiccio, muso tozzo, occhi grandi e ventre piuttosto arrotondato. Nella mascella superiore ha 2-3 canini oltre a una serie di denti conici.

## Biologia
Questo pesce, in grado di tollerare condizioni di scarsa ossigenazione, può essere osservato la notte mentre si muove tra le pozze d'acqua.

## Areale e Habitat
Il suo areale comprende tutto il nord e il centro del sud america, alcuni esemplari sono stati trovati anche in Trinidad e Tobago.
Il suo habitat sono i fiumi di palude con fondale sabbioso.

## Curiosità
È un'ottima fonte di cibo e viene allevato in acqicoltura.

## Galleria d'immagini

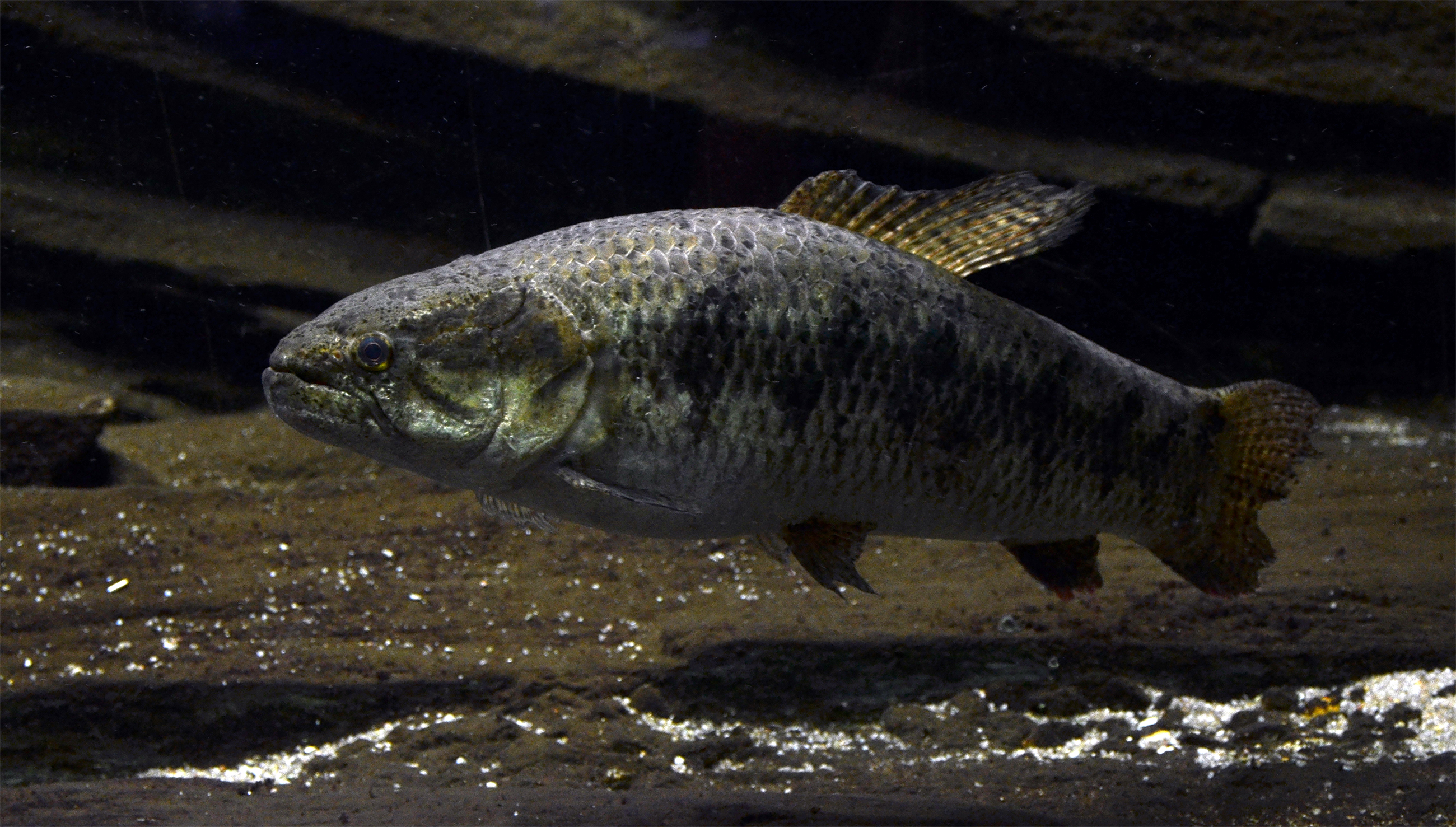
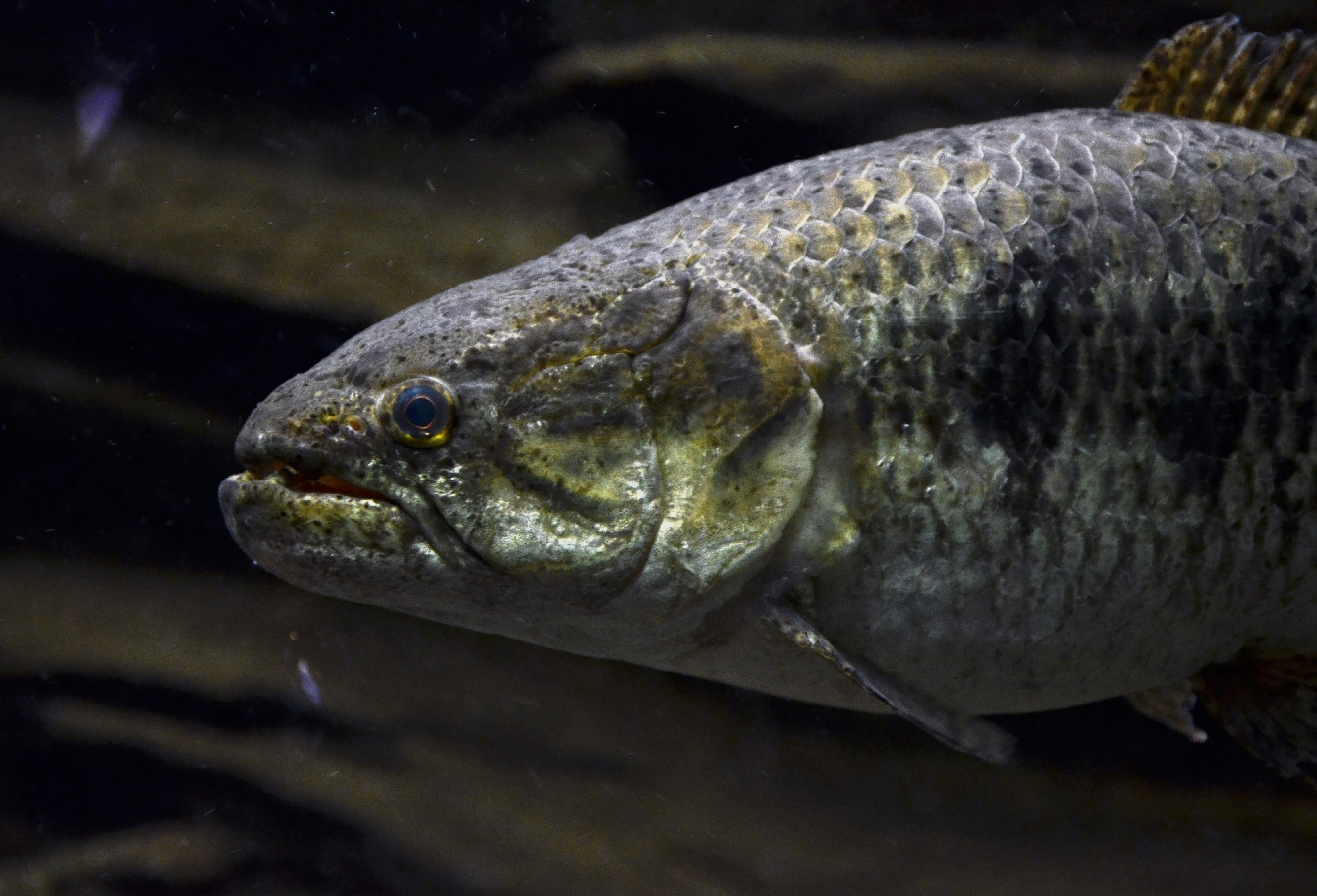